# Open Strings
Open Strings — альбом французского скрипача Жана-Люка Понти, выпущенный в 1971 году на лейбле MPS Records. На этом релизе музыканта поддержала группа Experience — многонациональный джаз-роковый коллектив, в который входили немецкий пианист Йоахим Кюн, американский барабанщик Оливер Джонсон и английский гитарист Филип Катрин.

## История создания
На момент записи альбома Open Strings Жан-Люк Понти ещё не переехал в Соединённые Штаты, не поработал с Джоном Маклафлином и не посвятил себя джаз-рок-фьюжн. Между своим первым опытом с Фрэнком Заппой и пребыванием в Mahavishniu Orchestra Понти выпустил джазовую пластинку Open Strings, которая, по мнению The Guardian, находится под сильным влиянием Джона Колтрейна, чьим долгим саксофонным импровизациям Понти часто подражает на скрипке.
«В моем представлении, когда я играл, в начале… я думал, что я трубач, я имитировал трубу на своей скрипке, и именно поэтому я пытался услышать этот прямой звук без вибрато, как Майлз [Дэвис], например, или [Джон] Колтрейн», — вспоминает Жан-Люк Понти то время.
В 1969 году Жан-Люк получил в подарок от Джона Берри 4-струнную красную электроскрипку Barcus-Berry. Эта электроскрипка стала его основным инструментом, который он использовал на живых выступлениях и для альбома Open Strings, записанного Понти в 1971 году для немецкого лейбла MPS с его тогдашним авангардным джазовым коллективом. Альбом был записан после более чем года совместной работы квинтетом известных музыкантов, в который вошли: немецкий пианист-виртуоз Йоахим Кюн, барабанщик Оливер Джонсон, выступавший в коллективе Джорджа Дюка, и американский басист Питер Уоррен, игравший со многими исполнителями, от Дайон Уорвик до Дона Черри.

## Об альбоме
Первую сторону пластинки занимает пьеса «Flipping Parts I, II и III» — это триптих связанных между собой произведений с постоянно меняющимися темпами, настроениями и ладами, поскольку музыканты меняются местами и комбинациями. Их взаимодействие варьируется от мелодичных до алеаторных исследований. Несмотря на явную отсылку Open Strings к новаторскому творчеству Джона Колтрейна середины 1960-х, — пишет обозреватель All About Jazz, квинтет Понти также привносит характерную европейскую чувственность в этот номер.
Вторая сторона построена вокруг почти пятнадцатиминутного заглавного трека. В то время как всем исполнителям выделяется по очереди центр внимания, скрипка Понти является главным элементом этого номера. Пианист Кюн звучит как Сесил Тейлор на фоне быстрого барабанного боя Джонсона в композиции «Open Strings». По мнению музыкального критика Билла Коппа, более джазовое следствие некоторых работ Фрэнка Заппы, эта длинная инструментальная композиция показывает, как мог бы звучать Заппа, если бы он более пристально занимался джазом.
Альбом завершает «Sad Ballad» Йоахима Кюна, первая часть которой представляет собой самую мелодичную музыку в сете. «Sad Ballad» нарастает интенсивностью, прежде чем стихнуть в меланхоличной мелодии, сопоставляющей хаос и простоту.
«Я был открыт для любых экспериментов, но вернулся к тому джаз-року, который я начал прямо перед этим с Джорджем Дюком. Это та музыка, которая мне больше всего нравилась», — резюмировал работу над альбомом Жан-Люк Понти.

## Релиз и критика
Как пишет онлайн-издание All About Jazz, Open Strings — это Понти в его абсолютной свободе. Музыкант больше никогда не записывал подобных альбомов, вскоре после этого переехав в США в поисках большей славы и богатства, но Open Strings остается важной пластинкой, которая заполняет пробел в карьере Понти, демонстрируя, что даже самые известные артисты не всегда являются тем, кем кажутся.
С ним согласен музыкальный обозреватель Билл Копп, который считает, что Open Strings представляет собой последний альбом Понти в стиле фри-джаза; его следующим релизом стал сольный прорыв Upon the Wings of Music (1975), пластинка, которая установила его коммерческий и успешный у критиков фьюжн-звук.
Музыкальный критик Пьеро Скаруффи включивший Open Strings в свой список «Лучших джазовых альбомов 1970-х», считает, что основные композиции Понти того времени отражали влияние Фрэнка Заппы: 20-минутная сюита из трех частей «Flipping» и 15-минутная «Open Strings» на возвышенном альбоме Open Strings (1971).

## Список композиций
Автор всех композиций Жан-Люк Понти, кроме отмеченных отдельно.

### Сторона А
1. «Flipping, Pt.1» — 4:40
2. «Flipping, Pt.2» — 10:40
3. «Flipping, Pt.3» — 5:33

### Сторона Б
1. «Open Strings» — 15:40
2. «Sad Ballad» (Йоахим Кюн) — 4:11

## Участники записи

#### Музыканты
- Жан-Люк Понти — скрипка
- Филип Катрин — гитара
- Йоахим Кюн — клавишные
- Питер Уоррен — контрабас
- Оливер Джонсон — ударные

#### Технический персонал
- Рольф Доннер — инженер
- Вилли Фрут — инженер, директор по звукозаписи
- Бернхард Ветц — дизайн
- Анно Вильмс — фотография на обложке
- Ханс Харцхайм — внутренняя фотография
- Йоахим Э. Берендт — продюсер, аннотации